# Nemanja Nikolić (futbolista nacido en 1987)
Nemanja Nikolić (Senta, Yugoslavia, 31 de diciembre de 1987) es un exfutbolista húngaro que jugaba de delantero.
Su hermano Vukan Nikolić también es futbolista.

## Carrera
Nemanja Nikolić nació en Senta, en la Provincia de Voivodina, al norte de la RFS de Yugoslavia (en la actualidad, Senta forma parte de Serbia), hijo de madre húngara y padre serbio. Empezó a competir en la cantera del FK Senta antes de ser fichado por el Barcsi FC húngaro. Posteriormente fue fichado por el Kaposvölgye VSC hasta que en 2008 pasó a formar parte de la plantilla del Kaposvári Rákóczi FC.
En los dos años que estuvo con el Kaposvár en la Nemzeti Bajnokság II, fue titular en 48 ocasiones, anotando treinta goles. Nikolić atrajo la atención de los principales clubes de fútbol de la primera división húngara, entre ellos el Újpest Budapest FC, el Ferencváros TC y el Videoton FC.
En la temporada 2010-11, Nikolić fichó por el Videoton FC de Székesfehérvár. La llegada del entrenador portugués Paulo Sousa hizo que Nemanja no debutara con el conjunto húngaro hasta el año siguiente, cuando fue titular ante el Paksi SE, donde además marcó su primer gol. Su papel fue decisivo en la ida de la tercera ronda de la Europa League de 2012, donde su gol permitió vencer por 1 a 0 al KAA Gent belga. En la vuelta, Nikolić también marcó uno de los tres goles que permitieron que el Videoton pasase a la siguiente ronda.
Nikolić empezó a recibir oferta de diversos equipos europeos, entre ellos el AEK Athens, el Girondins de Burdeos, el Crystal Palace FC, el Reading FC y el Celta de Vigo. Finalmente, el 8 de junio de 2015, Nikolić firmó por el Legia de Varsovia, debutando ante el Śląsk Wrocław el 19 de julio en el Estadio Municipal de Breslavia, en Breslavia. Fue el goleador de la temporada 2015-16 de la Ekstraklasa, con 28 goles en 37 encuentros.
Llegó al Chicago Fire de la MLS como jugador franquicia, en una transferencia de 3 millones el 20 de diciembre de 2016 por tres años. Dejó el club al término de la temporada 2019.
El 6 de febrero de 2020, casi cinco años después de su salida, se hizo oficial su vuelta al MOL Fehérvár FC.

## Selección nacional
Pese a haber nacido en Serbia, Nikolić decidió adoptar la ciudadanía húngara en 2013, debutando con la selección absoluta de Hungría el 11 de octubre de ese mismo año ante la selección de fútbol de los Países Bajos, perdiendo 8 a 1 durante la ronda clasificatoria para la Copa Mundial de 2014.
El 14 de octubre de 2013, Nikolić anotó su primer gol con su selección nacional contra Andorra en el minuto 51. Su segundo gol fue registrado como un autogol a Ildefons Lima. El 18 de noviembre de 2014, Nikolić anotó contra Rusia en la derrota por 2-1 en un partido amistoso en el Groupama Arena de Budapest, Hungría.

## Estadísticas
Actualizado a último partido jugado a 18 de octubre de 2020 (Honved 2 - 2  Fehérvár FC)
| Club              | Temporada     | Liga  | Liga  | Copa  | Copa  | Copa de la Liga | Copa de la Liga | Europa | Europa | Total | Total |
| Club              | Temporada     | Part. | Goles | Part. | Goles | Part.           | Goles           | Part.  | Goles  | Part. | Goles |
| ----------------- | ------------- | ----- | ----- | ----- | ----- | --------------- | --------------- | ------ | ------ | ----- | ----- |
| Barcs             | 2006–07       | 19    | 3     | 0     | 0     | 0               | 0               | 0      | 0      | 19    | 3     |
| Barcs             | Total         | 19    | 3     | 0     | 0     | 0               | 0               | 0      | 0      | 19    | 3     |
| Kaposvölgye       | 2007–08       | 14    | 11    | 0     | 0     | 0               | 0               | 0      | 0      | 14    | 11    |
| Kaposvölgye       | Total         | 14    | 11    | 0     | 0     | 0               | 0               | 0      | 0      | 14    | 11    |
| Kaposvár          | 2007–08       | 12    | 4     | 5     | 2     | 4               | 2               | 0      | 0      | 21    | 8     |
| Kaposvár          | 2008–09       | 22    | 16    | 3     | 1     | 5               | 7               | 0      | 0      | 30    | 24    |
| Kaposvár          | 2009–10       | 15    | 10    | 3     | 1     | 0               | 0               | 0      | 0      | 18    | 11    |
| Kaposvár          | Total         | 49    | 30    | 11    | 4     | 9               | 9               | 0      | 0      | 69    | 43    |
| Videoton          | 2009–10       | 15    | 8     | 1     | 1     | 3               | 1               | 0      | 0      | 19    | 10    |
| Videoton          | 2010–11       | 24    | 8     | 7     | 5     | 2               | 0               | 2      | 0      | 35    | 13    |
| Videoton          | 2011–12       | 30    | 19    | 6     | 4     | 10              | 7               | 1      | 0      | 47    | 30    |
| Videoton          | 2012–13       | 27    | 13    | 5     | 5     | 7               | 5               | 12     | 4      | 51    | 27    |
| Videoton          | 2013–14       | 28    | 18    | 1     | 0     | 3               | 1               | 2      | 0      | 34    | 19    |
| Videoton          | 2014–15       | 25    | 21    | 4     | 3     | 0               | 0               | 0      | 0      | 29    | 24    |
| Videoton          | Total         | 148   | 87    | 24    | 18    | 25              | 14              | 17     | 4      | 215   | 123   |
| Legia de Varsovia | 2015-16       | 37    | 28    | 7     | 6     | 1               | 0               | 10     | 2      | 55    | 36    |
| Legia de Varsovia | 2016-17       | 19    | 12    | 1     | 1     | 0               | 0               | 11     | 6      | 31    | 19    |
| Legia de Varsovia | Total         | 56    | 40    | 8     | 7     | 1               | 0               | 21     | 8      | 86    | 55    |
| Chicago Fire      | 2017          | 34    | 24    | 2     | 0     | 1               | 0               | 0      | 0      | 37    | 24    |
| Chicago Fire      | 2018          | 31    | 15    | 4     | 4     | 0               | 0               | 0      | 0      | 35    | 19    |
| Chicago Fire      | 2019          | 31    | 12    | 1     | 1     | 0               | 0               | 0      | 0      | 32    | 13    |
| Chicago Fire      | Total         | 96    | 51    | 7     | 5     | 1               | 0               | 0      | 0      | 104   | 56    |
| Fehérvár FC       | NB I 2019/20  | 14    | 5     | 5     | 1     | -               | -               | 0      | 0      | 19    | 6     |
| Fehérvár FC       | NB I 2020/21  | 6     | 4     | 1     | 2     | -               | -               | 3      | 2      | 10    | 8     |
| Fehérvár FC       | Total         | 20    | 9     | 6     | 3     | -               | -               | 3      | 2      | 29    | 14    |
| Total carrera     | Total carrera | 403   | 231   | 56    | 37    | 36              | 23              | 41     | 14     | 536   | 305   |

## Palmarés

### Títulos nacionales
| Título                     | Club              | País    | Año     |
| -------------------------- | ----------------- | ------- | ------- |
| Nemzeti Bajnokság I        | Videoton F. C.    | Hungría | 2010-11 |
| Magyar Szuperkupa          | Videoton F. C.    | Hungría | 2011    |
| Copa de la liga de Hungría | Videoton F. C.    | Hungría | 2012    |
| Magyar Szuperkupa          | Videoton F. C.    | Hungría | 2012    |
| Nemzeti Bajnokság I        | Videoton F. C.    | Hungría | 2014-15 |
| Copa de Polonia            | Legia de Varsovia | Polonia | 2015-16 |
| Ekstraklasa                | Legia de Varsovia | Polonia | 2015-16 |
| Ekstraklasa                | Legia de Varsovia | Polonia | 2016-17 |

### Distinciones individuales
| Distinción                                                      | Año     |
| --------------------------------------------------------------- | ------- |
| Máximo goleador de la Nemzeti Bajnokság I (18 goles)            | 2009-10 |
| Máximo goleador de la Nemzeti Bajnokság I (18 goles)            | 2013-14 |
| Máximo goleador de la Nemzeti Bajnokság I (21 goles)            | 2014-15 |
| Máximo goleador de la Ekstraklasa (28 goles)                    | 2015-16 |
| Máximo goleador de la Copa de Polonia (6 goles)                 | 2015-16 |
| Jugador del mes de la Ekstraklasa (agosto, septiembre, octubre) | 2015    |
| Mejor delantero de la Ekstraklasa                               | 2015-16 |
| Mejor jugador de la Ekstraklasa                                 | 2015-16 |
| Bota de Oro de la MLS (24 goles)                                | 2017    |
| MLS Best XI                                                     | 2017    |